# 台中インターコンチネンタル野球場
- 台中インターコンチネンタルスタジアム

台中インターコンチネンタル野球場（タイチュンインターコンチネンタルやきゅうじょう、繁体字中国語: 臺中洲際棒球場）は、台湾台中市北屯区にある野球場。

## 概要
中華職業棒球大聯盟（CPBL）の中信兄弟（中信ブラザーズ）の本拠地としても利用される。ダグアウトは1塁側を中信兄弟が使用している。
野球以外では、2008年4月にテノール歌手のアンドレア・ボチェッリがこの球場でコンサートを行っている。

## 歴史
- 2006年に竣工・開場。当初は「台中市国際標準棒球場」と命名されていたが、この年に第16回IBAFインターコンチネンタルカップが開催されたことから現在の名称に変更された。
- 2007年12月開催の第24回アジア野球選手権大会（兼北京オリンピックアジア予選）
- 2008年3月開催の北京オリンピック野球世界最終予選
- 2010年の第17回IBAFインターコンチネンタルカップでも主会場として使用された。
- 2013年3月、第3回ワールドベースボールクラシック・1次リーグのB組の試合が行われた。
- 2015年
  - 中信兄弟（中信ブラザーズ）が本拠地を置く。
  - 11月、桃園国際野球場、台北市立天母野球場とともに2015 WBSCプレミア12の台湾の会場の1つとして利用された。

## アクセス

### 鉄道
- 台中駅（台鉄：台中線・台中MRT：藍線）
- 潭子駅（台鉄：台中線）

### バス
- 台中駅・潭子駅よりそれぞれバスが出ている。

## ギャラリー

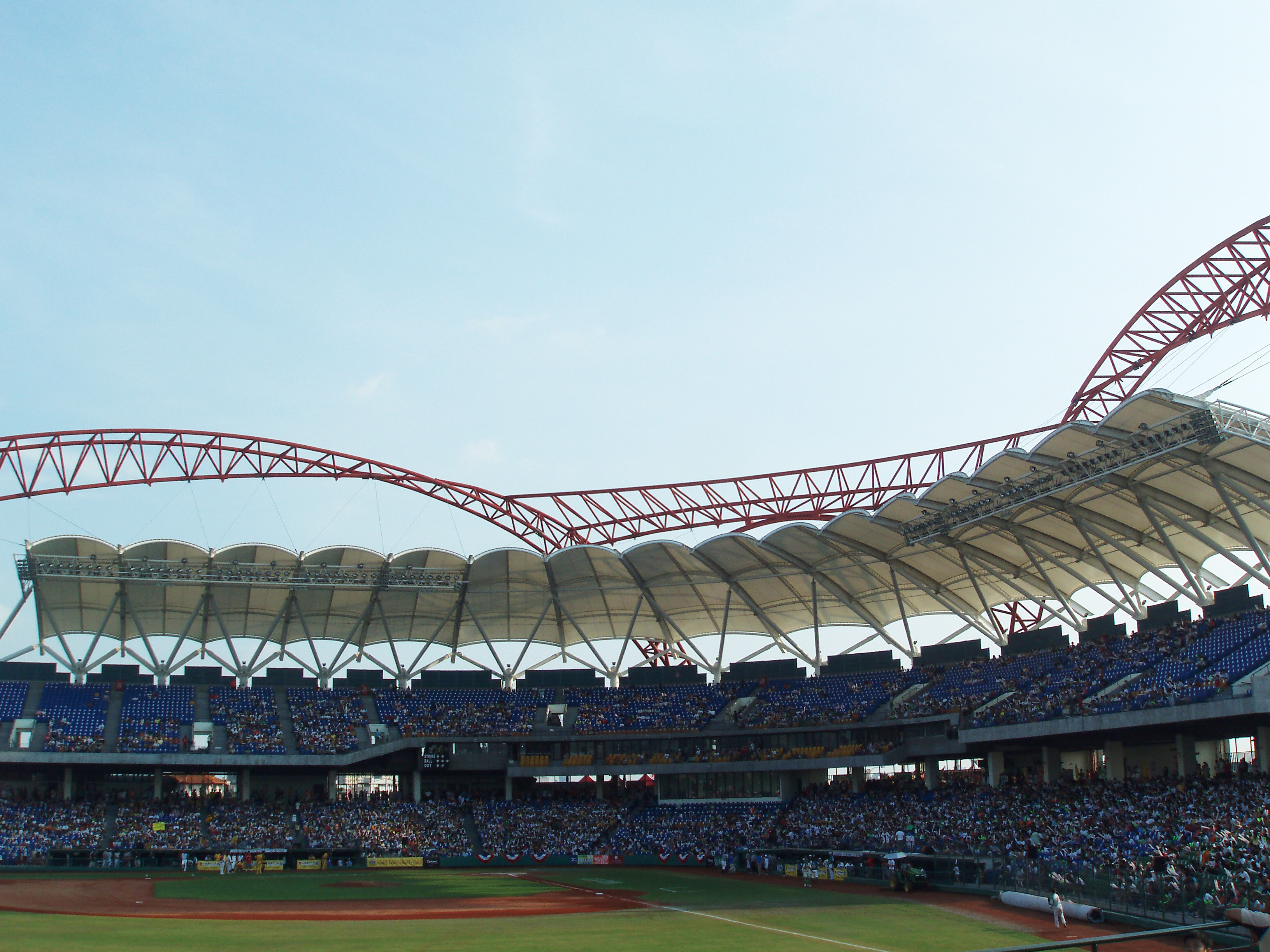
内野席全景
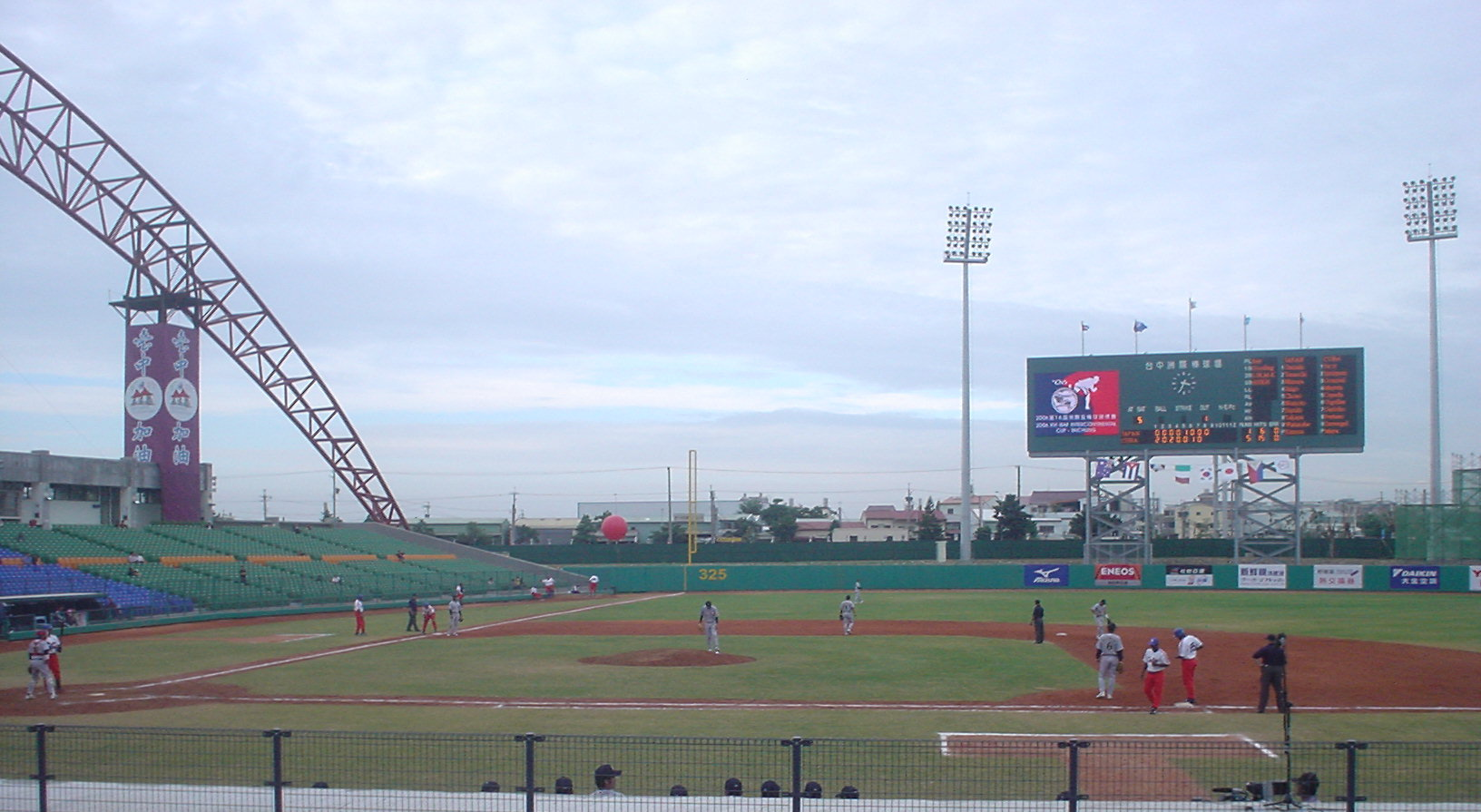
外野スタンドとスコアボード